# 冰蛙
冰蛙（英文：IceFrog）是一名游戏设计师，他因长期开发《魔兽争霸3》地图DotA而出名。目前受雇于Valve公司，并负责领导开发原DotA的独立续作《Dota 2》。2005年，冰蛙从史蒂夫·费克处接手了《DotA》的主流版本《DotA Allstars》，并自此从事维护和发展工作。自此开始，冰蛙为游戏加入了大量的新特性，其中包括各种英雄以及游戏设定。每发布一个修改版时，官网上都会发布对应的更新列表。
冰蛙一向低调行事，不以真实身份抛头露面。2010年，一位自称Valve员工的人在名为“关于冰蛙的真相”的博客中爆料称，冰蛙曾秘密为S2 Games开发游戏超神英雄，其真名为阿卜杜勒·伊斯梅爾（Abdul Ismail）。2017年的一份法律文件也证实了这种说法。
冰蛙喜欢芒果，将芒果与芒果树加入DotA2中。

## 扩展连接
- DotA官网（英文）
- Dota 2官方博客（页面存档备份，存于）（英文）